# Très Petites Heures d'Anne de Bretagne
Les Très Petites Heures d'Anne de Bretagne est le nom d'un livre d'heures manuscrit enluminé, à l'usage de Rome, qui a appartenu à Anne de Bretagne. Il est conservé à la Bibliothèque nationale de France (NAL 3120). C'est un des plus petits manuscrits existants : les folios font 66 × 46 mm, et la partie justifiée (texte sans sa bordure) seulement 40 × 25 mm.

## Description
Le manuscrit date d'environ 1498. Il est écrit en latin sur parchemin, et est composé de 163 feuillets de 66 × 46 mm, dont la partie écrite est de 40 × 25 mm. Il comporte 28 peintures à mi-pages avec encadrements peints et dorés, 51 vignettes historiées, des encadrements peints à chaque page. Il est illustré de figures pour le calendrier, les initiales sont dorées sur fond peint, les titres sont en rouge et en bleu. 
Au folio 40v, il y a les armoiries d'Anne de Bretagne, mi-parties de France et de Bretagne surmontées d'une couronne royale, et certaines des bordures sont décorées de fleurs de lis et d'hermines.
Ces très petites heures sont en tout point plus petites que les Grandes Heures d'Anne de Bretagne : en nombre de feuilles, en taille des feuillets, en richesse des enluminures, et que les Petites Heures d'Anne de Bretagne.
Les miniatures sont parfois peintes dans un cadre en trompe-l'œil formé de montants en apparence de bois doré contenant, dans des niches, des figures de genre varié, comme au folio 88. La miniature de ce folio, un David pénitent, contient dans son socle une deuxième image, montrant le combat entre David et Goliath. Un cadre doré plus simple entoure la miniature de l'annonciation du folio 41, mais sa bordure présente un arbre de Jessé.
Les très petites heures suivent la structure générale des livres d'heures :
- Fol. 2-13v : Calendrier en latin, avec vers en français sur les jours égyptiaques (c'est-à-dire néfastes)
- Fol. 15v-19v : Fragments des quatre évangiles
- Fol. 19v-26v : Passion selon l'Évangéliste Jean
- Fol. 26v-27v : Stabat mater
- Fol. 27v-87v : Heures de la Vierge à l'usage de Rome.
- Fol. 87v-101v : Psaumes de la pénitence avec litanies et oraisons. Invocations de : Saint Marc, les Apôtres, saint Denis, saint Eustache, saint Lubin, saint Sulpice, saint Léonard, saint Guillaume
- Fol. 102-133v : Vêpres, matines et office des morts
- Fol. 133v-137,142-153v : Suffrages
- Fol. 137-139 : Obsecro te...
- Fol. 139v-142 : O intemerata...
- Fol. 153v-156 : Oraisons diverses
- Fol. 156-157v : « Les sept devotes oraisons de monseigneur sainct Gregore pape »
- Fol. 157v-159 : Invocation aux trois Marie.

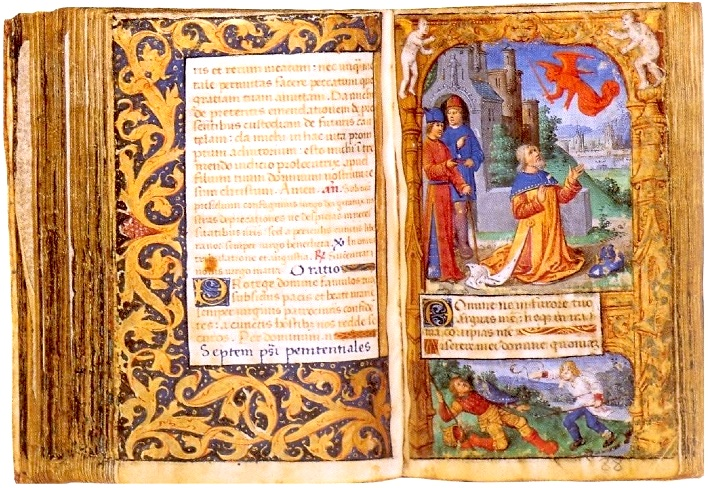
David pénitent. fol. 87v-88.
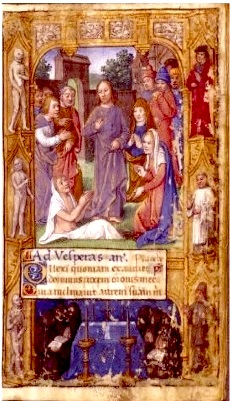
Résurrection de Lazare. fol. 102.

## Attribution
Les enluminures sont attribuées à Jean d'Ypres. Ce peintre et illustrateur est connu sous divers noms de convention : 
- Maître d'Anne de Bretagne
- Maître des Très petites heures d'Anne de Bretagne
- Maître de la rose de la Sainte-Chapelle
- Maître de la Chasse à la licorne
- Maître de la Vie de saint Jean-Baptiste

Nicole Reynaud, à qui l'on doit certains de ces noms de convention, écrit : « Je lui ai donné donné le nom de Maître d'Anne de Bretagne (...), nom que je préfère finalement, malgré son imprécision apparente, à ceux de Maître de la Chasse à la licorne ou Maître de la rose de la Sainte-Chapelle, car il se réfère sans ambiguïté possible à son activité de miniaturiste ». Jean d'Ypres, mort en 1508, est documenté comme étant « maître-juré du métier de peintre à Paris en 1504 ».
Jean d'Ypres (actif de 1490 à 1508) fait partie d'une dynastie de peintres qui domine la scène artistique dans la capitale, se transmettant de pères en fils modèles et patrons. Cette famille débute avec le Maître de Dunois ; son descendant spirituel est le Maître de Dreux Budé identifié à André d’Ypres, actif à Paris depuis 1450. Son fils est le Maître de Coëtivy identifié à Colin d’Ypres dit Colin d’Amiens, actif de 1450 à 1485. Il a trois fils : Jean d'Ypres, Louis et Nicolas Dipre ou d'Ypres, qui est actif en Provence,.
Jean d'Ypres, ainsi que les membres de sa famille, ne sont pas seulement enlumineurs. Ils sont des peintres polyvalents, déjà formé au travail de cartonnier pour les arts décoratifs, et s'adaptent à la nouvelle demande de dessins pour l'édition imprimée.
Jean d'Ypres, comme son prédécesseur le Maître de Coëtivy, est un peintre (dont il reste peut-être un Arbre de Jessé à l'église Saint-Séverin de Paris). Il fournit surtout et en abondance des cartons pour le vitrail et la tapisserie ; il donne de grands patrons pour plusieurs vitraux d'églises parisiennes (Saint-Séverin, Saint-Germain-l'Auxerrois, Saint-Gervais, chapelle de l'hôtel de Cluny) dont le chef-d'œuvre est la rose de la Sainte-Chapelle aux armes et chiffre de Charles VIII. Il est auteur des patrons ou modèles de teintures célèbres : La Chasse à la licorne (New York, The Cloisters), Femmes vertueuses (Boston, Museum of Fine Arts), La Dame à la licorne (Paris, musée de Cluny).

## Historique
Le livre est en possession de la reine jusqu'à sa mort en 1514 ; il réapparaît en possession du baron Émile Vitta (1866-1954), puis du comte Guy de Jacquelot de Boisrouvray (père d'Albina du Boisrouvray) qui en fait don à l'État français en 1961,.

## Éléments stylistiques
L'art de Jean d'Ypres dérive de celui du Maître de Coëtivy ; il hérite du Maître l'essentiel de son répertoire iconographique, dont certains modèles remontent parfois au Maître de Dreux Budé. La filiation se voit aussi dans le groupement des personnages, avec la tête penchée en avant et leurs gestes de mains, et dans le décor architectural peuplé de porches et de tours flanquées de toits bas, dans le fond des paysages avec un plan d'eau. Chez Jean d'Ypres, le drapé des vêtements est davantage souligné, la linéarité est accentuée. Les personnages sont allongés, ils ont une tenue calme et digne. Jean d'Ypres brille par son coloris frais, raffiné, somptueux, riche en azur et en or, et il sait évoquer l'air et la lumière qui donnent espace et profondeur à ces images minuscules.

## Heures à l'usage de Rome
En même temps que Jean d'Ypres travaille aux très petites heures paraissent ses Heures à l'usage de Rome, un incunable. Il utilise les modèles que l'on retrouve aussi dans les très petites heures, comme l'Annonciation ou l'Arbre de Jessé ; comme il n'y a plus de couleur, l'artiste charge l’arrière-plan de décors et personnages annexes pour meubler les fonds blancs. Les bordures sont remplacées par des séries de petites illustrations relatant des histoires liées, comme la vie de Marie. Les seules couleurs sont dans les lettrines des initiales du textes. Jean d'Ypres s'est identifié à ce nouveau mode d'expression au point que son métier d'enlumineur s'en est ressenti, par la simplification des formes et la stylisation des lignes.